# Пріпору (Вилча)
Пріпору (рум. Priporu) — село у повіті Вилча в Румунії. Входить до складу комуни Вледешть.
Село розташоване на відстані 162 км на північний захід від Бухареста, 8 км на захід від Римніку-Вилчі, 96 км на північ від Крайови, 119 км на південний захід від Брашова.

## Населення
За даними перепису населення 2002 року у селі проживала 951 особа, усі — румуни. Рідною мовою 950 осіб (99,9%) назвали румунську.